# Paolo Savj-Lopez
Paolo Savj-Lopez (Torino, 1876 – Napoli, 1919) è stato un filologo e saggista italiano.
Docente all'università di Catania e poi all'università di Pavia, divenne noto per i saggi Cervantes (1913) e Origini neolatine (1920).